# 银叶火绒草
银叶火绒草（学名：Leontopodium souliei）是菊科火绒草属的植物，为中国的特有植物。分布于中国大陆的青海、甘肃、四川、云南等地，生长于海拔3,100米至4,000米的地区，一般生长在灌丛、高山、亚高山林地、湿润草地和沼泽地，目前尚未由人工引种栽培。